# 精卫填海 (穹顶画)
《精卫填海》，是一副直径40米、高21米，中间由10根石柱围成的600平方米圆拱形穹顶油画，是中国现存最大的穹顶壁画。《精卫填海》位于天津站进站大厅的穹顶上，1988年由中国美术协会副主席、天津美术学院教授秦征和其五位学生王玉琦、吴恩海、马元、王小杰、高冬联合绘制。

## 传说
精卫填海原是《山海经》记叙的一则故事，记述的是在中国上古时期北方有一座山叫发鸠山。树上有一只鸟，它的名字叫精卫。原来精卫是炎帝宠爱的女儿，名字叫女娃。有一天她去东海玩，可是突然风暴袭来，她死了。女娃死了以后，变成了鸟，名字就叫作“精卫鸟”（也叫“冤禽”）。精卫鸟嘴白脚红，头上有花纹，经常发出“精卫”、“精卫”的叫声，好像在呼喊着自己的名字。她去西山衔来石子儿和树枝，一次又一次投到大海里，想要把东海填平。有人认为这里反映了古代人民同自然进行抗争的思想。

## 由来

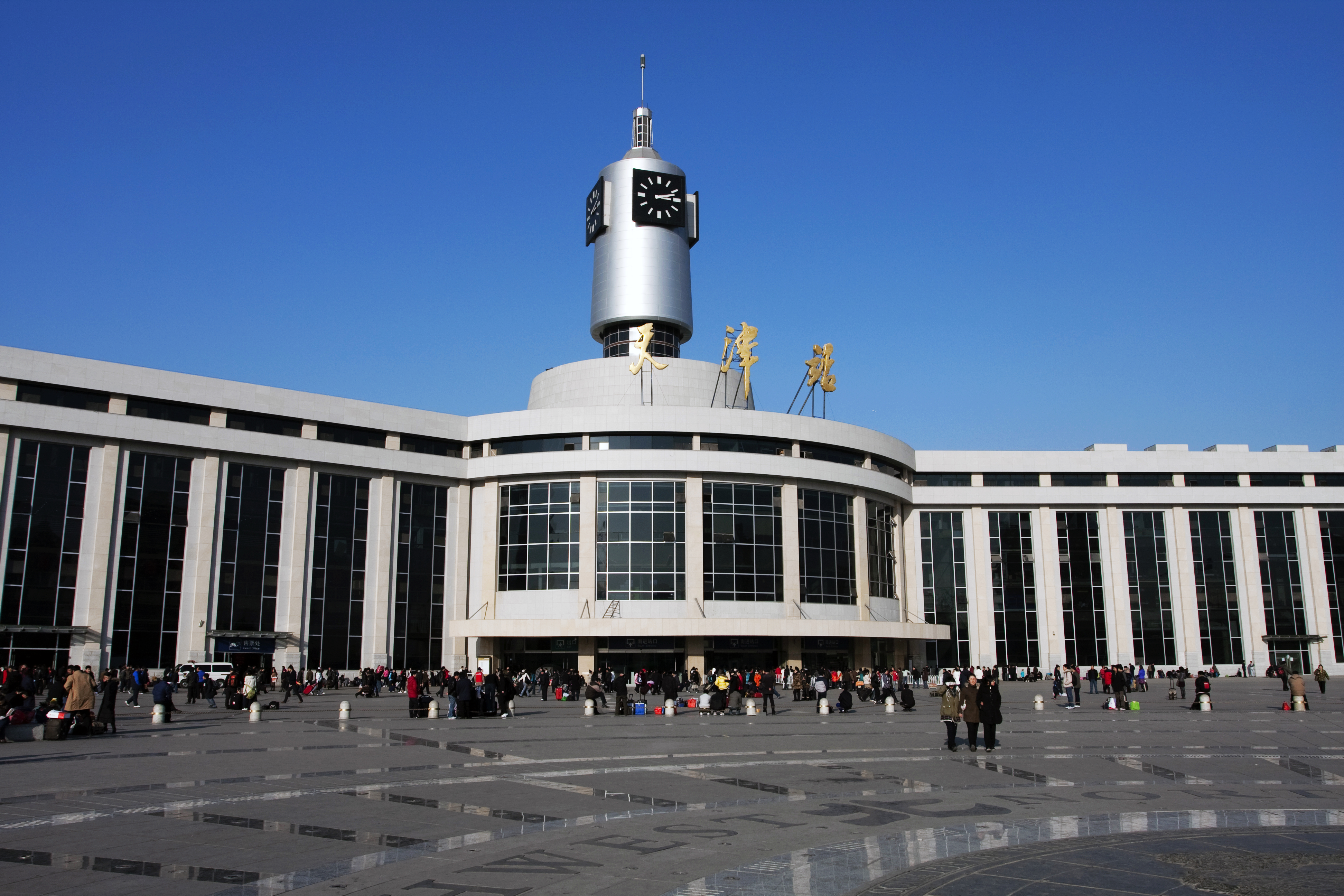
天津站进站大厅

1987年4月，天津站工程兴建，原设计的穹顶为满天星，中央是一盏鎏金大吊灯，为此还特别向国家申请了2公斤黄金。1988年春，时任天津市市长李瑞环在赴意大利考察时看到罗马的西斯廷教堂上由米开朗基罗创作的著名穹顶画《创世纪》之后，当即决定修改方案，在正在兴建的天津站穹顶上创作正规的写实油画。此后，由秦征创作方案提出的《精卫填海》被选中。

## 绘制过程
《精卫填海》的绘制工作从1988年5月开始。秦征和他的五个学生王玉琦、吴恩海、马园、王小杰、高冬，每天在20多米高的脚手架上工作。首先，他们在穹顶本身的玻璃纤维构造上交错裱上三层粗麻布，再刷上油底子作为画布的基础。之后，他们把积木盒子摞高，将10多把帆布躺椅摆到人与画面几乎平行的穹顶最高处，然后躺在躺椅上进行创作。 在画面构图上，画家突破西洋油画的透视原理，让海、天、云、鸟与众多女神的后代，沿着一个圆形宇宙飞旋，创造出一个虚实相间，人神合一的空灵飘渺的神话世界。

## 保护措施
为了保护画作，施工人员将冷光灯放在穹顶一周的灯槽里，还特别增加了一倍的防水层，由原来的两层防水加固到了现在的4层防水，而且天津站被定为永久无烟站也是基于对壁画的保护。